# Sharp MZ
Sharp MZ — семейство персональных компьютеров, продававшихся в Японии и Европе (преимущественно Германии и Великобритании), производившиеся компанией Sharp с начала 1978 года.

## История
Хотя и кажется естественным что MZ происходит от «микрокомпьютер на Z80», но на самом деле наименование семейства восходит к Sharp MZ-40K — домашнему компьютеру в виде набора для сборки, который производился в 1978 году, на базе 4-разрядного процессора Fujitsu MB8843, и с 16-ричной клавиатурой.
За ним последовали MZ-80K, K2, C и K2E — все на основе 8-разрядного Sharp LH0080A (совместимый с Zilog Z80A), с буквенно-цифровой клавиатурой.
Начиная с первых моделей MZ-80 и вплоть до MZ-2200 в 1993 году, компьютеры MZ включали в себя собственно вычислительное устройство, монитор, клавиатуру, и магнитофон, всё это в едином корпусе, подобно серии Commodore PET.
В ПЗУ содержался язык программирования или операционная система. Для разработки встроенного ПО, языков программирования и операционных систем привлекались сторонние фирмы, в частности, Hudson Soft.
В то время дисковод для большинства пользователей был слишком дорогим; в то же время, встроенный накопитель на магнитной ленте в компьютерах серии MZ отличался высокой скоростью и надёжностью, по сравнению с конкурентами.
Но это также привело к тому, что серия MZ слишком медленно адаптировалась к использованию дисководов в качестве стандартного устройства.
Статьи о компьютерах семейства MZ публиковались в японском журнале «RAM» («Random Access Magazine»).
С июня 1982 в Японии выпускался журнал «Oh! MZ», посвящённый семейству Sharp MZ; в конце 1987 года журнал был переименован в «Oh! X», из-за смещения фокуса в сторону моделей Sharp X.
В Германии с марта 1987 по конец 1989 года выпускался чёрно-белый журнал «MagaZin 700/800» — каждый номер состоял из 40 страниц формата A4.

## Компьютеры

### Группа MZ-80K
- Серия MZ-80K[3] — машины, имеющие только текстовый видеорежим 40 × 25 символов.
  - MZ-80K (1978) — набор для сборки, с клавиатурой. 20 КБайт ОЗУ. Процессор LH0080 на тактовой частоте 2 МГц.
  - MZ-80C (1979) — улучшенная клавиатура, 48 Кбайт ОЗУ.
  - MZ-80K2 (1980) — собранная версия MZ-80K. 32 Кбайта ОЗУ.
  - MZ-80K2E (1981) — бюджетная версия MZ-80K2. 32 Кбайта ОЗУ. Процессор установлен непосредственно на плату, без разъёма.
  - MZ-80A (1982) / MZ-1200[4] — обновлённая версия MZ-80K, с улучшенной клавиатурой, большим объёмом видеопамяти и чёрно-зелёным монитором
- Серия MZ-700 (машины MZ-80K с цветной графикой)
  - MZ-700 (ноябрь 1982) — первая машина MZ без встроенного монитора. Магнитофон и плоттер — опционально. Более-менее совместима с MZ-80K.
  - MZ-800 (1984—1985)[5] — первая машина MZ с графическим режимом 640×200 пикселей. Не продавалась в Японии.
  - MZ-1500 (май 1984) — добавлен графический режим 320×200 пикселей и встроенные звуковые возможности. Магнитофон заменён дисководом для дисков Quick Disks размером 2,8 дюйма.

### Группа MZ-80B
Ответвление машин на основе MZ-80K, предназначенных для бизнеса.
- Серия MZ-80B
  - MZ-80B (1981) — графика 320×200 пикселей (опционально — дополнительная видеопамять), 64 КБайта ОЗУ.
  - MZ-80B2 (1982) — MZ-80B с установленной дополнительной видеопамятью
  - MZ-2000 (июль 1982) — встроенный монохромный монитор 640×200 пикселей, опционально цветной монитор. Под сильным влиянием этой машины были созданы первые машины семейства Sharp X1[3].
  - MZ-2200 (июль 1983) — единственный в серии без встроенного монитора
- Серия MZ-2500 (SuperMZ)
  - MZ-2511
  - MZ-2520
  - MZ-2521
  - MZ-2531 (MZ-2500V2) (1986)
- Серия MZ-2800
  - MZ-2861 (1987) — гибридная машина с Z80A (и режим совместимости с MZ-2500) и 80286

### Группа MZ-3500/5500/6500
Линия персональных компьютеров для бизнеса, «втиснутых» в семейство MZ. Большинство ПК снабжались дисководом на 5,25 дюйма.
- Серия MZ-3500 (1982) — на базе процессора Z80A
  - MZ-3531 — дисковод на 5,25 дюйма.
  - MZ-3541 — два дисковода на 5,25 дюйма. FDOS и EOS (CP/M-совместимый).
- Серия MZ-5500 (1983) — машины для работы под MS-DOS, на базе процессора 8086.
  - MZ-5501 — 128 Кбайт ОЗУ, опционально дисковод на 5,25 дюйма.
  - MZ-5511 — 128 Кбайт ОЗУ, дисковод на 5,25 дюйма.
  - MZ-5521 — 256 Кбайт ОЗУ, два дисковода на 5,25 дюйма.
- Серия MZ-6500 (1984) — производительная версия MZ-5500, маркетинг представлял её как рабочую станцию САПР.
  - MZ-6541 — два дисковода на 5,25 дюйма.
  - MZ-6545 — дисковод на 5,25 дюйма, жёсткий диск на 10 Мбайт.
  - MZ-6550 — вертикально устанавливаемая машина, на базе 80286, с двумя дисководами на 3,5 дюйма.

### Прочие
- Серия MZ-8000 — линейка PC/AT-совместимых машин с процессорами 80286 и 80386

## Программное обеспечение
Программное обеспечение от производителя
- Sharp BASIC (S-BASIC), с возможностью подключения расширений
- Макро-ассемблер
- Монитор
- FDOS

Hudson Soft
- Hu-BASIC, Hu-BASIC compiler
- Hu-G-BASIC
- GAL (GAME language compiler)
- H-DOS
- Tiny Pascal
- Tiny FORTRAN

Carry lab
- BASE
- WICS

ASCII (ACP)
- GAME-MZ (компилятор языка GAME)
- TOS-80B (операционная система для работы с магнитофоном)

Davy software (dB-SOFT)
- dB-BASIC (интерпретатор языка BASIC для MZ-2000/2200)
- dB-IBASIC (интерпретатор и компилятор языка BASIC для MZ-2000/2200)

## Эмуляция
- Мультисистемный эмулятор MAME содержит драйвер mz80k
- Эмулятор MZ-800, автор Zdenìk Adler
- Ultimate MZ Emulator